# Міловський Павло Олександрович
Павло Олександрович Міловський — директор Глухівського учительського інституту (нині — Глухівський національний педагогічний університет імені Олександра Довженка) (1905—1909).

## Життєпис
Закінчив Київський університет св. Володимира, юрист. 
До 1888 – інспектор народних училищ 2-го району Київської губернії. 
1888–1895 – інспектор Черкаської прогімназії. 
Від 1895 – працівник канцелярії Київського учбового округу. 
На 1905 мав чин дійсного статського радника.
Із 4 серпня 1905 по 19 серпня 1909 – директор, викладач педагогіки в Глухівському учительському інституті. 
Брав участь у з’їзді представників учительських інститутів (26 лютого – 3 березня 1907) та в нараді при Міністерстві освіти Російської імперії з реформування інститутів (26 лютого – 6 березня 1907 р.). 
За часів його управління відбулося перетворення інституту із закритого навчального закладу-інтернату у відкритий. 
Робив спробу реформувати педагогічну практику – перекласти безпосереднє керівництво нею на викладачів вишу. Проте через супротив студентів була збережена попередня традиція, коли практикою керували вчителі інститутського училища.
Не можна обійти увагою і той факт, що на часи директорства Павла Міловського припадає політизація студентства. Це проявилося передусім у внутрішньоінститутському русі за зміни (1905, 1908) та участі вихованців вишу в міських регіональних акціях. Тоді вперше студенти були не просто покарані дисциплінарно, а ув’язнені в Глухівській тюрмі (К. Бєляєв, В. Маруняк) із наступним засланням на 3 роки у Вологодську губернію. Ці події, очевидно, негативно відбилися на стосунках директора з тодішньою владою. Через неможливість ефективно управляти навчальним закладом 19 серпня 1909 Павла Міловського було звільнено з посади.